# HD 159176
HD 159176，又名CD-3212935，SAO 208977、HR 6535，是一颗恒星，视星等为5.7，位于銀經355.67，銀緯0.05，其B1900.0坐标为赤經17h 28m 10.4s，赤緯-32° 0.05′ 45″。